# Cercanías Sevilla
 (juillet 2018).
Cercanías Sevilla est le système de transport urbain par chemin de fer reliant Séville aux villes de son agglomération et de la Sierra nord de la province. Ce réseau de banlieue comparable à un réseau express régional, est intégré au service espagnol de Cercanías, et est de ce fait exploité par Renfe Operadora, sur les infrastructures d'ADIF. Il existe actuellement cinq lignes.

## Voies et matériel roulant
Le réseau est, sur sa totalité, à double-voie électrifiée, à l'exception de la ligne C-3 entre la gare de Los Rosales (Tocina) et celle de Cazalla de la Sierra-Constantina, à voie unique non électrifiée.
Le parc du réseau est partiellement partagé avec celui des Cercanías de Cadix, et dispose d'automotrices Civia (lignes C-1, C-2 et C-4), 598 (ligne C-3) et 446 (ligne C-5).

## Lignes

### Ligne C-1
| Gares desservies         | Gares desservies | Gares desservies | Egalement desservies par les lignes | Egalement desservies par les lignes | Egalement desservies par les lignes  |
| Nom                      | Commune          | Zone             | Réseau de Cercanías                 | Réseau régional                     | Réseau Grandes lignes                |
| Lora del Río             | Lora del Río     | 5                |                                     | A2                                  |                                      |
| Guadajoz                 | Alcolea del Río  | 4                |                                     |                                     |                                      |
| Los Rosales              | Tocina           | 4                | C-3                                 | A2 et A8                            |                                      |
| Cantillana               | Cantillana       | 3                | C-3                                 | A8                                  |                                      |
| Brenes                   | Brenes           | 3                | C-3                                 | A8                                  |                                      |
| El Cáñamo (en projet)    |                  |                  |                                     |                                     |                                      |
| La Rinconada             | La Rinconada     | 2                | C-3                                 | A8                                  |                                      |
| Pino Montano (en projet) | Séville          | 1                |                                     |                                     |                                      |
| Santa Justa              | Séville          | 1                | C-2, C-3 et C-4                     | A1, A2, A3, A7 et A8                | AVE, Avant, Altaria, Arco, Trenhotel |
| San Bernardo             | Séville          | 1                | C-4                                 | A1 et A3                            |                                      |
| Virgen del Rocío         | Séville          | 1                | C-4                                 | A1                                  |                                      |
| Jardines de Hércules     | Séville          | 1                | C-5                                 |                                     |                                      |
| Bellavista               | Séville          | 1                |                                     |                                     |                                      |
| Dos Hermanas             | Dos Hermanas     | 2-3              |                                     | A1 y A3                             |                                      |
| Cantaelgallo             | Dos Hermanas     | 3                |                                     |                                     |                                      |
| Utrera                   | Utrera           | 3                |                                     | A1                                  |                                      |
| Source : Renfe           |                  |                  |                                     |                                     |                                      |

Les voies de cette ligne sont partagées avec les trains du réseau de moyenne distance de la Renfe (Media Distancia Renfe) : Andalucía Exprés (déclinaison de la marque Regional Exprés) à destination de Cadix (ligne A-1), Cordoue et Jaén (ligne A-2) ; R-598 à destination de Malaga, Grenade et Almería (ligne A-3) ; Regionales à destination de Huelva (ligne A-7), Plasencia et Mérida (ligne A-8).
La ligne est à double-voie électrifiée et est utilisée par des trains Civia, dont l'exploitation est partagée avec les Cercanías de Cadix. Tous les trains ne parcourent pas la ligne sur sa totalité. Aux heures de pointe, le service est renforcé par des rames au départ ou à destination de la Gare de Santa Justa.
Il s'agit de la desserte la plus fréquentée d réseau local de Cercanías. Les trains y circulent toutes les trente minutes, et la fréquence est augmentée aux heures de pointe, avec un train tous les quarts d'heure. Le tronçon le plus utilisé est celui unissant Santa Justa à Utrera (trente-cinq trains par jour en 2005), la section Santa-Justa - Lora del Río étant un peu moins desservie (vingt-six trains quotidiens en 2005) .

### Ligne C-2
| Gares desservies | Gares desservies | Gares desservies | Egalement desservies par les lignes | Egalement desservies par les lignes | Egalement desservies par les lignes  |
| Nom              | Commune          | Zone             | Réseau de Cercanías                 | Réseau régional                     | Réseau Grandes lignes                |
| Santa Justa      | Séville          | 1                | C-1, C-3 et C-4                     | A1, A2, A3, A7 et A8                | AVE, Avant, Altaria, Arco, Trenhotel |
| San Jerónimo     | Séville          | 1                |                                     |                                     |                                      |
| Estadio Olímpico | Séville          | 1                |                                     |                                     |                                      |
| Cartuja          | Séville          | 1                |                                     |                                     |                                      |
| Source : Renfe   |                  |                  |                                     |                                     |                                      |

La ligne C-2 fut construite en vue de l'Exposition universelle de 1992. Elle devait permettre un accès rapide au site depuis la gare de Santa Justa, desservie par la ligne AVE Madrid-Atocha - Séville. Ultérieurement, la ligne fut prolongée jusqu'au stade olympique, situé à La Cartuja. Eu égard à la faible activité de la zone depuis la fin de l'Expo, cette ligne n'était plus utilisée qu'à l'occasion de manifestations ponctuelles ayant lieu au stade ou à Isla Mágica . Avec l'activité économique croissante de la zone de la Cartuja (25 000 personnes, dont plus de employés de 330 entreprises environ, s'y rendent chaque jour), commençait à fonctionner régulièrement en 2012.

### Ligne C-3
| Gares desservies           | Gares desservies           | Gares desservies | Egalement desservies par les lignes | Egalement desservies par les lignes | Egalement desservies par les lignes  |
| Nom                        | Commune                    | Zone             | Réseau de Cercanías                 | Réseau régional                     | Réseau Grandes lignes                |
| Santa Justa                | Séville                    | 1                | C-1, C-2 et C-4                     | A1, A2, A3, A7 et A8                | AVE, Avant, Altaria, Arco, Trenhotel |
| Pino Montano (en projet)   | Séville                    | 1                |                                     |                                     |                                      |
| La Rinconada               | La Rinconada               | 2                | C-1                                 | A8                                  |                                      |
| El Cáñamo (en projet)      |                            |                  |                                     |                                     |                                      |
| Brenes                     | Brenes                     | 3                | C-1                                 | A8                                  |                                      |
| Cantillana                 | Cantillana                 | 3                | C-1                                 | A8                                  |                                      |
| Los Rosales                | Tocina                     | 4                | C-1                                 | A2 et A8                            |                                      |
| Tocina                     | Tocina                     | 4                |                                     | A8                                  |                                      |
| Alcolea del Río            | Alcolea del Río            | 4                |                                     | A8                                  |                                      |
| Villanueva del Río y Minas | Villanueva del Río y Minas | 4                |                                     | A8                                  |                                      |
| Arenillas                  | Villanueva del Río y Minas | 5                |                                     |                                     |                                      |
| Pedroso                    | El Pedroso                 | 6                |                                     | A8                                  |                                      |
| Fábrica de Pedroso         | El Pedroso                 | 6                |                                     | A8                                  |                                      |
| Cazalla-Constantina        | Cazalla de la Sierra       | 6                |                                     | A8                                  |                                      |
| Source : Renfe             |                            |                  |                                     |                                     |                                      |

La ligne C-3 emprunte des voies partagées par les trains régionaux à destination de Mérida (lígne A-8). La ligne passe à voie unique à partir de la gare de Los Rosales, et, n'étant pas électrifiée sur la totalité du parcours, elle est empruntée depuis 2009 par des autorails 598.
Le trafic est très faible sur cette desserte, qui constitue la ligne la moins fréquentée du réseau de Cercanías sévillan, avec seulement huit allers-retours quotidiens.

### Ligne C-4
| Gares desservies                               | Gares desservies | Gares desservies | Egalement desservies par les lignes | Egalement desservies par les lignes | Egalement desservies par les lignes  |
| Nom                                            | Commune          | Zone             | Réseau de Cercanías                 | Réseau régional                     | Réseau Grandes lignes                |
| Santa Justa                                    | Séville          | 1                | C-1, C-2 et C-3                     | A1, A2, A3, A7 et A8                | AVE, Avant, Altaria, Arco, Trenhotel |
| San Bernardo                                   | Séville          | 1                | C-1                                 | A1 et A3                            |                                      |
| Virgen del Rocío                               | Séville          | 1                | C-1                                 | A1                                  |                                      |
| Pineda (en projet)                             | Séville          | 1                |                                     |                                     |                                      |
| Pítamo (en projet)                             | Séville          | 1                |                                     |                                     |                                      |
| Guadaíra-Universidad Pablo Olavide (en projet) | Séville          | 1                |                                     |                                     |                                      |
| Padre Pío-Palmete                              | Séville          | 1                |                                     |                                     |                                      |
| Infanta Elena (en projet)                      | Séville          | 1                |                                     |                                     |                                      |
| Palacio de Congresos                           | Séville          | 1                |                                     |                                     |                                      |
| Buen Aire (en projet)                          | Séville          | 1                |                                     |                                     |                                      |
| San Pablo (en projet)                          | Séville          | 1                |                                     |                                     |                                      |
| Santa Justa                                    | Séville          | 1                | C-1 et C-3                          | A1, A2, A3, A7 et A8                | AVE, Avant, Altaria, Arco, Trenhotel |
| Source : Renfe                                 |                  |                  |                                     |                                     |                                      |

Les trains de la ligne circulaire C-4 affichent une fréquence de passage comprise entre 20 et 30 minutes toute la journée. Il s'agit d'une desserte à caractère urbain, qui ne quitte pas le territoire de la commune de Séville. La ligne est à double-voie électrifiée utilisée par des trains Civia.

### Ligne C-5
| Gares desservies                | Gares desservies       | Gares desservies | Egalement desservies par les lignes | Egalement desservies par les lignes | Egalement desservies par les lignes  |
| Nom                             | Commune                | Zone             | Réseau de Cercanías                 | Réseau régional                     | Réseau Grandes lignes                |
| Jardines de Hércules            | Séville                | 1                | C-1                                 |                                     |                                      |
| Virgen del Rocío                | Séville                | 1                | C-1 et C4                           | A1                                  |                                      |
| San Bernardo                    | Séville                | 1                | C-1 et C4                           | A1 et A3                            |                                      |
| Sevilla-Santa Justa             | Séville                | 1                | C-1, C-2, C-3 et C-4                | A1, A2, A3, A7 et A8                | AVE, Avant, Altaria, Arco, Trenhotel |
| San Jerónimo                    | Séville                | 1                | C-2                                 |                                     |                                      |
| Camas                           | Camas                  | 2                |                                     |                                     |                                      |
| Valencina-Santiponce            | Valencina              | 2                |                                     |                                     |                                      |
| Salteras                        | Salteras               | 2                |                                     |                                     |                                      |
| Villanueva del Ariscal-Olivares | Villanueva del Ariscal | 3                |                                     |                                     |                                      |
| Sanlúcar la Mayor               | Sanlúcar la Mayor      | 4                |                                     |                                     |                                      |
| Benacazón                       | Benacazón              | 4                |                                     | A7                                  |                                      |
| Source : Renfe                  |                        |                  |                                     |                                     |                                      |

Le ministère espagnol des transports et les autorités locales ont annoncé en juillet 2007 la mise en chantier la cinquième ligne, la ligne C-5, pour relier la comarque d'El Aljarafe et Séville à cause de la croissance démographique. Finalement, elle fut inaugurée en 2011 après un investissement de 52 millions d'euros. Deux gares désaffectées étions rénovées (Villanueva del Ariscal-Olivares et Sanlúcar la Mayor) et six autres construites.
La ligne a une longueur de 32 km et utilise les voies de la ligne Sévilla-Cádix entre Jardines de Hércules et Sevilla-Santa Justa et la ligne Séville-Huelva jusqu'au Benacazón. Il y a un train toutes les 40 minutes à l'heure de pointe.
En 2015 fut prolongée jusqu'au la gare Jardines de Hércules.